# Bruno Cipolla
Bruno Cipolla, född 24 december 1952 i Cuneo, är en italiensk före detta roddare.
Cipolla blev olympisk guldmedaljör i tvåa med styrman vid sommarspelen 1968 i Mexico City.